# Przybliżenie adiabatyczne
Adiabatyczne przybliżenie – metoda rozwiązywania zagadnień fizycznych polegająca na wyróżnieniu w złożonym układzie prostszego podukładu, dla którego rozwiązuje się zagadnienie. Pozostała część układu traktowana jest jako otoczenie, z którym podukład nie wymienia energii lub wymianę tę pomija.